# جیم السبی
جیم السبی (انگلیسی: Jim Elsby; ۱ اوت ۱۹۲۸ – ۷ سپتامبر ۱۹۸۷) بازیکن فوتبال اهل بریتانیا بود.
از باشگاه‌هایی که در آن بازی کرده‌است می‌توان به باشگاه فوتبال پورت ویل اشاره کرد.